# Solomon ibn Gabirol
Solomon ibn Gabirol (Málaga, oko 1021. – Valencija, oko 1058.), španjolski srednjovjekovni filozof.
Također je poznat i kao Avicebron. Ibn Gabirol je bio prvi španjolsko-židovski filozof, i pripadao je neoplatonizmu (srednjovjekovna filozofija). Njegovo najvažnije djelo je "Izvor života" koje je napisano na arapskom jeziku, ali je poznato samo u latinskom prijevodu. 

## Djela
1. Izvor života

## Poveznice
- Filozofija
- Srednjovjekovna filozofija